# Polikarpow BDP-2
Die Polikarpow BDP-2 (russisch Поликарпов БДП-2) war ein zweimotoriges sowjetisches Transportflugzeug während des Zweiten Weltkriegs. Ähnlich wie die deutsche Me 323 Gigant war auch sie die motorisierte Weiterentwicklung eines Lastenseglers. BDP steht für Bojewoi Desantni Planjor (Боевой Десантный Планёр), Gefechtsluftlandegleiter.

## Entwicklung
Das motorlose Ausgangsmuster BDP-1 entstand im Jahre 1941 und konnte 16 Soldaten befördern. Von ihm wurden nur einige wenige Exemplare gebaut. Im Frühling 1943 konstruierte Nikolai Polikarpow die mit zwei Schwezow-M-11F-Motoren bestückte BDP-2, die ebenfalls als MP (Мотопланёр, Motoplanjor) oder BDP-2M-11 bezeichnet wurde.
Die Maschine war als Hochdecker konzipiert und bestand gänzlich aus Holz. Die sich im vorderen oberen Rumpfbereich befindliche Kabine gewährleistete eine gute Rundumsicht. Das Tragwerk besaß einen tragenden Holzholm mit Stützbügeln unter den äußeren Tragflächen. Das Fahrwerk bestand aus zwei doppelt bereiften Haupträdern, die nach dem Start abgeworfen wurden und einer Gleitkufe, mit deren Hilfe die BDP-2 landen konnte.
Obwohl die Flugerprobung des Musters ab Juni 1943 durch N. W. Gawrilow erfolgreich verlief und es ebenfalls die staatliche Abnahme im Juni 1943 bestand, wurde letztendlich auf einen Serienbau verzichtet, da die vorhandenen Antonow A-7- und Gribowski-G-11-Lastensegler den zu bewältigenden Transportaufgaben vollauf gewachsen waren.

## Technische Daten
| Kenngröße             | Daten                                                      |
| --------------------- | ---------------------------------------------------------- |
| Besatzung/Soldaten    | 1/12                                                       |
| Spannweite            | 20,0 m                                                     |
| Länge                 | 13,35 m                                                    |
| Flügelfläche          | 44,72 m²                                                   |
| Flügelstreckung       | 8,9                                                        |
| Leermasse             | 2300 kg                                                    |
| Startmasse            | 3700 kg                                                    |
| Antrieb               | zwei luftgekühlte Fünfzylinder-Sternmotoren Schwezow M-11F |
| Leistung              | je 110 kW (150 PS)                                         |
| Höchstgeschwindigkeit | 172 km/h in 2000 m Höhe                                    |
| Startstrecke          | 400 m                                                      |
| Landestrecke          | 200 m                                                      |
| Reichweite            | maximal 700 km                                             |
| Flugdauer             | maximal 7 h                                                |